# Magneux-Haute-Rive
Magneux-Haute-Rive ist eine französische Gemeinde mit 560 Einwohnern (Stand: 1. Januar 2022) im Département Loire in der Region Auvergne-Rhône-Alpes (vor 2016 Rhône-Alpes). Die Gemeinde gehört zum Arrondissement Montbrison und zum Kanton Montbrison. Die Bewohner werden Magneulats und Magneulates genannt.

## Geographie
Magneux-Haute-Rive liegt etwa 30 Kilometer nordnordwestlich von Saint-Étienne am Forez. Die Loire begrenzt die Gemeinde im Osten. Umgeben wird Magneux-Haute-Rive von den Nachbargemeinden Chambéon im Norden, Saint-Laurent-la-Conche im Nordosten, Marclopt im Osten, Chalain-le-Comtal im Süden sowie Mornand-en-Forez im Westen.
Durch die Gemeinde führt die Autoroute A72.

## Bevölkerungsentwicklung
| Jahr                       | 1962 | 1968 | 1975 | 1982 | 1990 | 1999 | 2006 | 2017 |
| -------------------------- | ---- | ---- | ---- | ---- | ---- | ---- | ---- | ---- |
| Einwohner                  | 256  | 228  | 218  | 185  | 259  | 304  | 354  | 578  |
| Quellen: Cassini und INSEE |      |      |      |      |      |      |      |      |

## Sehenswürdigkeiten
- Kirche Saint-Martin
- Schloss aus dem 18. Jahrhundert, seit 1981 in Teilen als Monument historique eingeschrieben

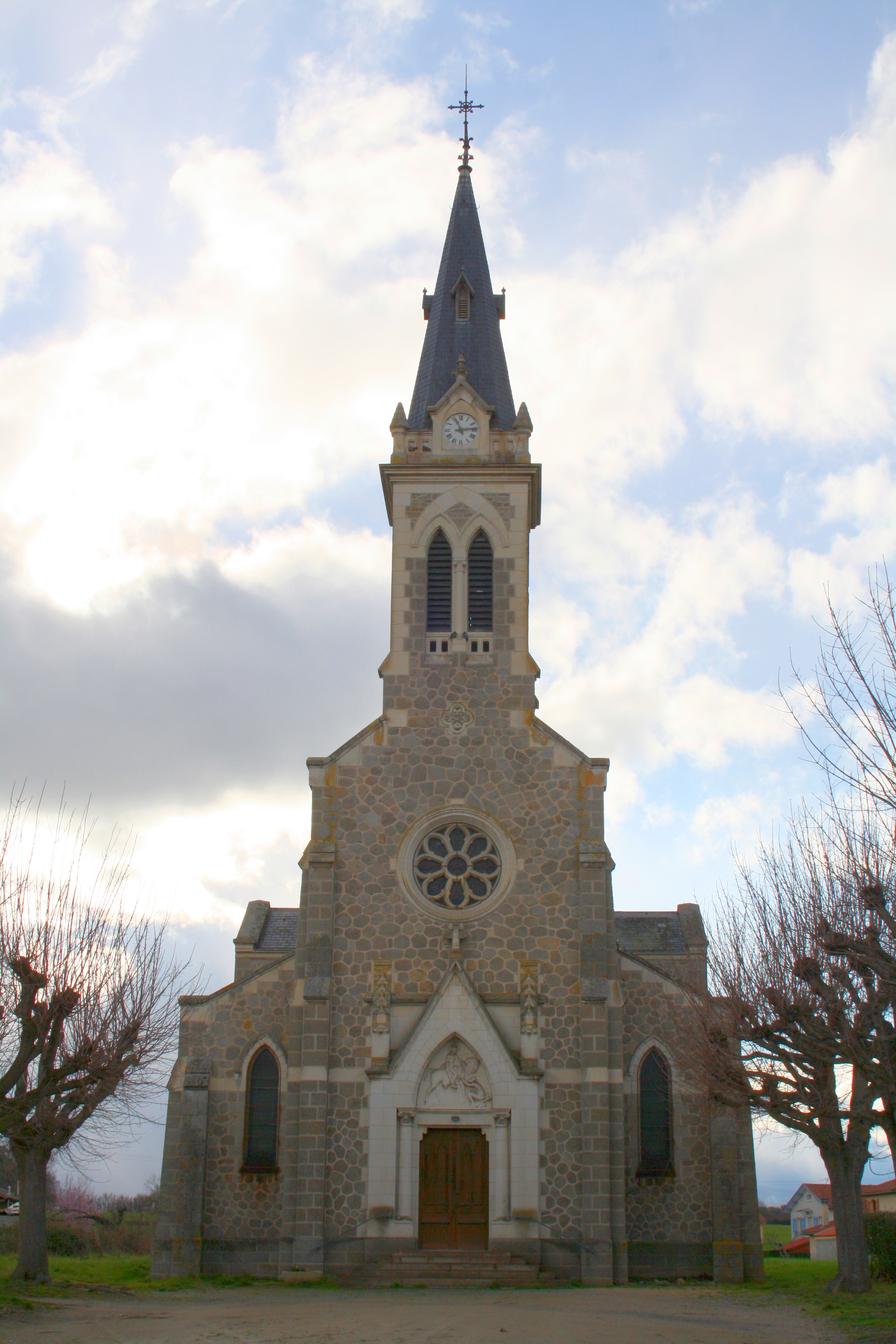
Kirche Saint-Martin
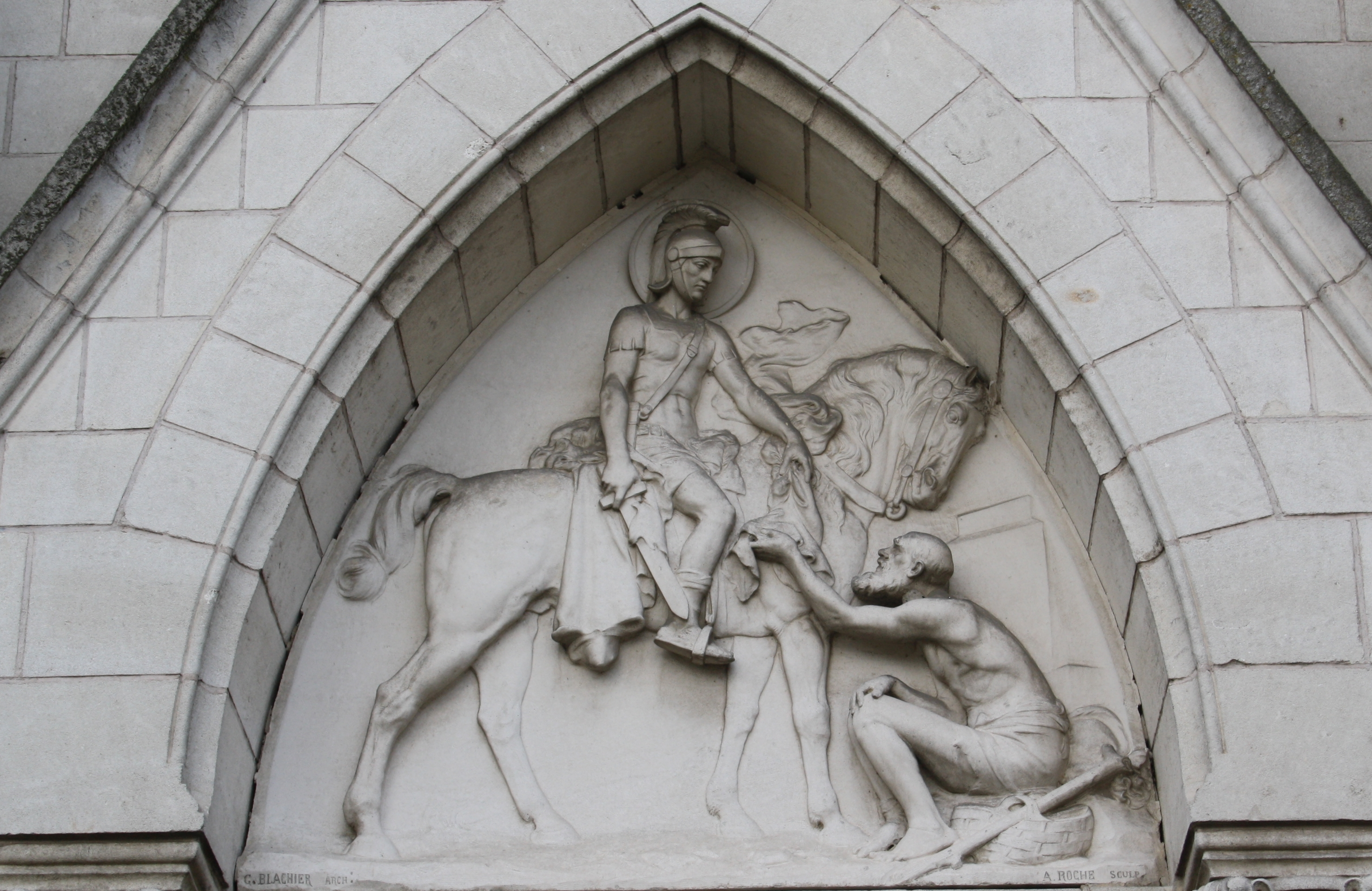
Kirche Saint-Martin, Tympanon über dem Eingangsportal